# Roatán (comune)
Roatán (nota anche come Coxen Hole) è un comune dell'Honduras, capoluogo del dipartimento di Islas de la Bahía.
Il comune venne istituito nel 1872; il territorio comprende la parte occidentale dell'isola omonima e alcune isole minori.